# Siegmund G. Warburg

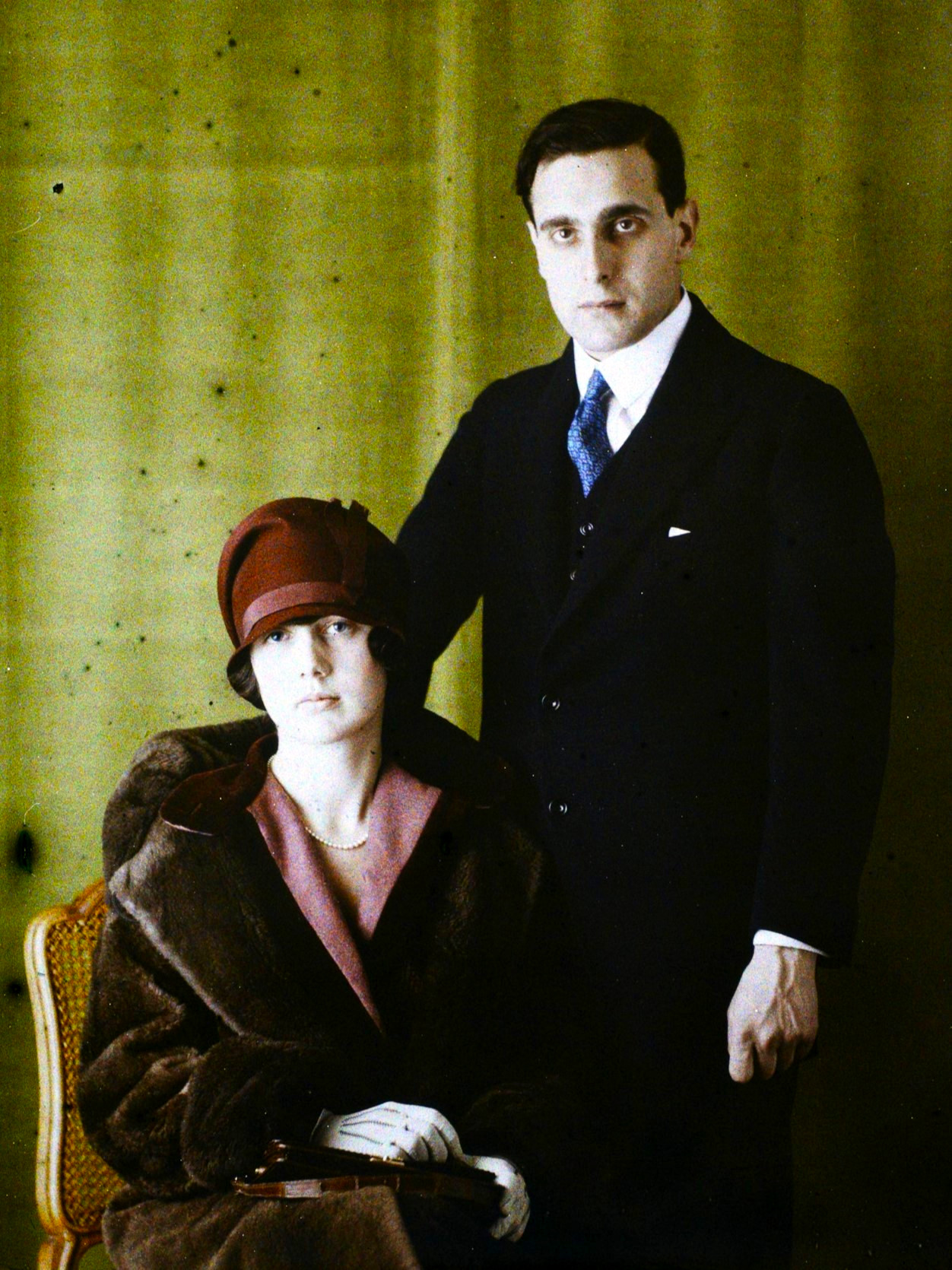
Siegmund Warburg und seine Frau Eva Maria (1926)

Sir Siegmund George Warburg (* 30. September 1902 in Seeburg; † 1982 in London) war ein deutscher Bankier jüdischer Herkunft aus der Hamburger Bankiersfamilie Warburg, die noch heute mit der 1798 gegründeten Privatbank M. M. Warburg & CO aktiv ist.

## Leben
Siegmund Warburg wurde als Sohn von Georges Gabriel Siegmund Warburg (1871–1923) und Lucie Kaulla (1866–1955, genannt Luz, Schwester von Rudolf Kaulla) in Seeburg (heute ein Stadtteil von Bad Urach) bei Reutlingen geboren. Der Vater bewirtschaftete dort das Rittergut Uhenfels als landwirtschaftlichen Musterbetrieb. Siegmund Warburg besuchte zunächst das Gymnasium in Reutlingen und wechselte dann an das Evangelische Seminar im Stift Urach, wo er eine humanistische Ausbildung erhielt.
1923 starb der Vater, und Lucie Warburg verwaltete das Gut. Siegmund Warburg machte nach der Schulzeit eine Banklehre bei seinem Onkel Max Warburg in Hamburg und führte seine Ausbildung bei Rothschild in London fort. 1934, ein Jahr nach der „Machtergreifung“ Hitlers, verließ Warburg Deutschland für immer. Er ging nach London und gründete dort sein erstes Bankhaus, die „New trading Company“, Vorläuferin der 1946 umbenannten S. G. Warburg & Co.
Nach der Reichspogromnacht 1938 emigrierte auch Lucie Warburg nach London, das Gut Uhenfels wurde von den Nazis „arisiert“ und ging für 150.000 Reichsmark an die Gemeinde Trailfingen.
Er machte im Geschäftsleben mit unkonventionellen Ideen von sich reden. So emittierte er 1963 die erste Eurobond-Emission. In den 50er Jahren sorgte er für die feindliche Übernahme der British Aluminium durch den US-Konzern Reynolds Metals.
Siegmund G. Warburg lehnte sich teils vehement gegen den nepotistischen Rekrutierungsansatz anderer Londoner Unternehmen auf. Er bevorzugte Auswahlkriterien wie „Charakter, unabhängiges Denken, Intelligenz, Pflichtbewusstsein, soziale Kompetenz (nicht sozialer Hintergrund) sowie Mut und gesunden Menschenverstand“, warnte jedoch gleichzeitig vor „Arroganz, Selbstbeweihräucherung, Nachlässigkeit, schlechtem Schreibstil und Bürokratismus“.
Kurz vor seinem Tod im Jahre 1982 sagte der 1966 zum Knight Bachelor („Sir“) geadelte Warburg in einem seiner wenigen Interviews: „Ich wiederhole es nochmals: Jeden Tag fürchte ich Teil des Establishments zu werden. Erfolg führt rasch zu Selbstzufriedenheit und Mittelmaß“.
1995 wurde die S.G. Warburg Plc. vom damaligen Schweizerischen Bankverein (SBV) übernommen. Dieser änderte deren Namen in „SBC Warburg - A Division of Swiss Bank Corporation“ und integrierte sie als Unternehmensbereich Investment Banking in das eigene Unternehmen. Der Name „Warburg“ wurde zunächst vom SBV und nach der Fusion mit der damaligen Schweizerischen Bankgesellschaft (SBG), von der UBS als Markenname für den Unternehmensbereich Investment Banking weiterverwendet. Im Juni 2003 ging der Name zu Gunsten eines einheitlichen Markenauftritts von UBS definitiv unter.